# Hansteinia gracilis
Hansteinia gracilis là một loài thực vật có hoa trong họ Ô rô. Loài này được (Nees) Lindau mô tả khoa học đầu tiên năm 1893.